# Johann Christof Wehrs
Johann Christof Wehrs (geboren am 20. Juli 1943 in Hamburg) ist ein deutscher Schauspieler.

## Leben
Wehrs studierte Schauspiel an der Staatlichen Hochschule für Musik und darstellenden Kunst in Hamburg. Noch während seiner Ausbildung trat er u. a. im Deutschen Schauspielhaus Hamburg, dem Musiktheater im Revier Gelsenkirchen und dem Schlosstheater Celle auf. Das erste feste Engagement hatte er im Stadttheater Heilbronn, es folgten Hannover, Hildesheim und schließlich die Funktion des Spielleiters in Lüneburg. Von 1981 bis 1988 war Wehrs an den Bühnen der Hansestadt Lübeck engagiert, seither arbeitete er freischaffend. Er war unter anderem am Ernst Deutsch Theater und am Ohnsorgtheater in Hamburg tätig, am Renaissance-Theater Berlin, im Schauspielhaus Salzburg und – als Professor Crey Schnauz in der Feuerzangenbowle am Altonaer Theater. In dieser Rolle gastierte er im Sommer 2007 auch bei den Burgfestspielen Dreieichenhain.
Von 2002 bis 2009 spielte er den Hausvogt in Christian Stückls Inszenierung des Jedermann bei den Salzburger Festspielen. 2006 war er als Stelter in der TV-Serie Da kommt Kalle zu sehen. In der deutschsprachigen Produktion von Dirty Dancing spielte er – alternierend mit Charlie Serrano – den Mr. Schumacher.
Überregionale Bekanntheit erlangte er durch die Darstellung des Chocolatiers in der Fernsehwerbung für die Firma Lindt.

## Nachweise
- Burgfestspiele Dreieichenhain, abgerufen am 29. Mai 2014

| Personendaten    | Personendaten          |
| ---------------- | ---------------------- |
| NAME             | Wehrs, Johann Christof |
| KURZBESCHREIBUNG | deutscher Schauspieler |
| GEBURTSDATUM     | 20. Juli 1943          |
| GEBURTSORT       | Hamburg                |